# Black Cube
Black Cube est une agence de renseignement privée fondée en 2010 par des anciens officiers de renseignement israélien Dan Zorella et Avi Yanus. Elle dispose de bureaux à Tel-Aviv, Londres et Madrid,. Parmi ses employés, la société comprend aussi des anciens officiers des trois agences de renseignement d'Israël : l'Aman, le Mossad et le Shabak, ainsi que des juristes et experts financiers.
L'activité principale de Black Cube est le « soutien en contentieux judiciaire », c'est-à-dire la fourniture de renseignements, preuves, témoignages et conseils dans des affaires juridiques et criminelles internationales dites de ‘criminalité en col blanc'.
Les méthodes de Black Cube ont donné lieu à un certain nombre de controverses internationales. Ainsi, en Roumanie, deux de ses employés ont été reconnus coupables de harcèlement et de piratage informatique, La société a été très fortement critiquée pour son travail de surveillance et d'assistance aux efforts de diffamation de la réputation des femmes qui avaient accusé Harvey Weinstein de violences sexuelles et des journalistes qui les avaient relatées,.
Black Cube a aussi des activités en informatique décisionnelle, identification et localisation des avoirs, mise en conformité, audit préalable, et renseignement lié à la cybercriminalité.

## Activités
Black Cube est constituée selon son site d'« Un groupe de vétérans triés sur le volet, issus de l'unité d'élite d'intelligence israélienne, spécialisé dans des solutions sur mesure pour résoudre des enjeux business et des litiges complexes »,.
La société emploie 120 salariés. Son conseil d'administration inclut notamment : un ancien chef du Conseil de Sécurité Nationale d'Israël, un chercheur en micro-économie proche du ministère de la Défense et des ‘Infrastructures nationales', un directeur en marketing mobile au sein de la société américaine Verifone spécialisée dans les terminaux de paiements nouvelle génération, et un ancien consultant anglais de PWC basé à Londres. Avant son décès en 2016, Meir Dagan, ex-directeur du Mossad et ancien conseiller du Premier ministre Ariel Sharon, était président d'honneur de Black Cube. 
Les capacités Humint de Black Cube se sont révélées être un moyen efficace afin d'exposer les fraudes, les corruptions et le blanchiment d'argent,. La société a découvert une corruption de haut niveau dans les systèmes judiciaires italien et panaméen.

## Projets
En 2011, le milliardaire Vincent Tchenguiz engage Black Cube concernant une enquête menée par le Bureau de la Répression des Fraudes britannique, le Serious Fraud Office (SFO), au sujet de sa possible implication dans l'effondrement de la banque islandaise Kaupthing. L'enquête de Black Cube aboutit à la découverte d'un vaste réseau de personnes liées à l'affaire, et contribue à apporter les preuves contre les mandats d'arrêt et de perquisition issus du SFO. Le juge saisi dans cette affaire tranche  finalement en faveur de Tchenguiz qui se voit obtenir un dédommagement de plus de € 3 millions ainsi que des excuses du SFO. 
Une enquête menée par Black Cube concernant une dispute entre les exploitations agricoles de Kfar Guiladi et la compagnie Caesarstone (en) (NASDAQ:CSTE) aboutit, après six ans de délibérations, à un dédommagement de € 12 millions à la partie Kfar Guiladi. C'est lors d'une randonnée à vélo en groupe que Black Cube réussit à rentrer en contact avec un ingénieur de Caesarstone et recueille des témoignages clés qui contredisent les arguments de l'entreprise Caesarstone dans son arbitrage avec Kfar Guiladi. 
En 2015, l'homme d'affaires taïwanais Nobu Su démarche Black Cube concernant l’opportunité de faire appel d’une décision juridique qui l’a contraint à un dédommagement d'environ € 40 millions à son concurrent Lakatamia Shipping ainsi qu'à ses filiales. Les preuves apportées par Black Cube contribuent à prouver que 20 % du dédommagement avaient été accordés à la filiale Slagen Shipping, qui avait cessé ses opérations à l'époque de la réclamation. Le statut de demandeur de Slagen Shipping étant annulé, Su voit son droit à l'appel reconnu, ainsi qu'une réduction du dédommagement envers Lakatamia Shipping et ses filiales. 
En 2016, Black Cube met au jour une affaire de corruption dans un arbitrage entre la compagnie AmTrust (NASDAQ:AFSI) et l'italien Antonio Somma qui s'élevait à € 2 milliards. Dans une conversation secrètement enregistrée lors d'une rencontre avec des agents de Black Cube, Somma se vante du contrôle qu'il exerce sur les arbitres et précise qu'il a conclu un accord avec le président de l'arbitrage prévoyant un paiement de pot-de-vin de 10 % de la somme qui lui serait accordée. À la suite de cette découverte, l'arbitre est révoqué et en juillet 2016, les deux parties aboutissent à un règlement juridique s'élevant à € 60 millions au lieu des € 2 milliards prévus.
En 2016, l'entreprise française Alstom (EPA:ALO) et sa filiale israélienne Afcon (TASE:AFHL) engage la société Black Cube dans une affaire concernant un appel d'offres remporté par l'entreprise espagnole SEMI dans un projet d'électrification ferroviaire en Israël. L'enquête menée par Black Cube permet de recueillir des témoignages clés provenant d'enregistrements de conversations entre des fonctionnaires des Chemins de fer israéliens et qui mettent en évidence des failles majeures dans le déroulement de l'appel d'offres. Grâce à ces témoignages, la Cour Suprême israélienne tranche finalement en janvier 2018 pour un compromis qui demande la division du projet de chemin de fer entre SEMI et Alstom/Afcon. La Cour suprême fixe également le coût des travaux pour Alstom/Afcon à € 140 million, compte tenu du fait que l'appel d'offres d'origine leur a été refusé.
Du fait de son expertise en identification et localisation des avoirs, ainsi qu'en analyse des entités offshore, Black Cube est mobilisé par la banque israélienne Hapoalim (TASE:POLI) en 2017 pour une saisie des avoirs de l'homme d'affaires Motti Zisser, encore endetté auprès de la banque lors de son décès en juin 2016. Black Cube parvient à localiser des avoirs en Europe que Zisser avait transféré à son fils David via un réseau de compagnies offshore. Le patrimoine ainsi découvert comprend, entre autres, des hôtels à Bruxelles, un quartier commercial et hôtelier à Amsterdam, des appartements à Strasbourg, et une entreprise à Hong Kong. Les preuves recueillies par Black Cube permettent à la banque Hapoalim d'obtenir un gel des actifs appartenant à la famille Zisser. Les deux parties parviennent à un accord en février 2018, selon lequel la banque Hapoalim est habilitée à recevoir une somme de € 23 millions en dédommagement,.
Selon un article d’El Mundo de 2019, Black Cube a établi une preuve de corruption entre l'avocat Janio Lescure et divers juges et magistrats de Panama, notamment le juge Oydén Ortega de la cour suprême. Black Cube fournit dans ce cadre des audios de Lescure reconnaissant ses relations intimes avec les juges, agents de l'État et des mafieux, ainsi que sa capacité à contrôler les décisions judiciaires, à éviter les inspections d'activités illégales et à éviter de payer des impôts.
En mai 2020, Black Cube a soumis des preuves, au nom de Beny Steinmetz, à un tribunal de New York que la société brésilienne Vale SA a dissimulé des informations critiques concernant une licence d'exploitation minière en Guinée obtenue par Steinmetz. Au cours d'une opération de quatre mois, Black Cube a recueilli des enregistrements de cadres supérieurs de Vale, qui ont admis que Vale avait supposé que la licence d'exploitation minière avait été obtenue illégalement lorsqu'ils ont conclu le contrat, contredisant ainsi une sentence arbitrale de 1,8 milliard de dollars en faveur de Vale. À la suite de cette révélation, Vale abandonne ses poursuites contre Steinmetz pour faire appliquer la sentence arbitrale,. Les agents du Black Cube, se sont fait passer pour des investisseurs étrangers, ont « enregistré des membres de l'élite politique et économique angolaise, qui ont divulgué l'existence d'un comité gouvernemental chargé de cibler Isabel dos Santos en utilisant les ressources de l'État angolais et le pouvoir institutionnalisé », y compris « des procédures judiciaires prédéterminées ».

## Controverses
Selon le New Yorker, l'administration Trump aurait fait appel à Black Cube dès mai 2017 pour trouver des éléments compromettants sur des anciens employés de l'administration Obama afin de la discréditer dans le cadre de l'accord sur le nucléaire iranien,. Black Cube a nié « toute relation avec l'administration Trump, les conseillers de Trump, ou toute autre personne proche de l'administration, ou l'accord sur le nucléaire iranien ».
Le lanceur d'alerte canadien et ancien directeur de recherche à Cambridge Analytica, Christopher Wylie, déclare devant un comité parlementaire britannique le 28 mars 2018 que Black Cube aurait travaillé avec Cambridge Analytica pour récupérer des données privées de l'actuel président nigérian en 2015. Cette déclaration est vivement réfutée par Cambridge Analytica et par Black Cube. La directrice en développement commercial de Cambridge Analytica, Brittany Kaiser, affirme devant le même comité parlementaire que l'agence en question n'était pas Black Cube.
Black Cube est cité dans l'affaire Weinstein, pour avoir fait des recherches sur des femmes accusant ce dernier. L'ex-Premier ministre israélien Ehud Barak affirme être celui qui avait fait le lien entre Weinstein et l'agence de renseignement dans le but de découvrir l'identité et les motivations des individus menant une campagne négative à son encontre.

## Comité consultatif
- Meïr Dagan (défunt) - Ancien directeur du Mossad, président honoraire du conseil d'administration[36].
- Ephraim Halevy - Ancien directeur du Mossad, ancien Chef du Conseil de sécurité nationale israélien[36].
- Yohanan Danino - Ancien directeur général de la Police nationale israélienne, ancien président du conseil d'administration du groupe d'assurance israélien Migdal[36].
- Major général Giora Eiland - Ancien directeur du Conseil de sécurité national, ancien chef des divisions opérationnelle et de planification de l'Armée de Défense d'Israël[36].
- Professeur Asher Tishler - Président du College of Management Academic Studies[36].
- Paul Reyniers - Ancien associé chez Price Waterhouse et auteur de GARP (Generally Accepted Risk Principles)[36].
- Lieutenant-colonel Golan Malka - Ancien vice-président du département de marketing et développement commercial chez NICE Systems[36].
- Itiel Maayan - Membre du comité consultatif client de Microsoft[36].
- Général de brigade Mati Leshem - décoré du prix de la défense d'Israël en 1997[36].